# George W. Norris

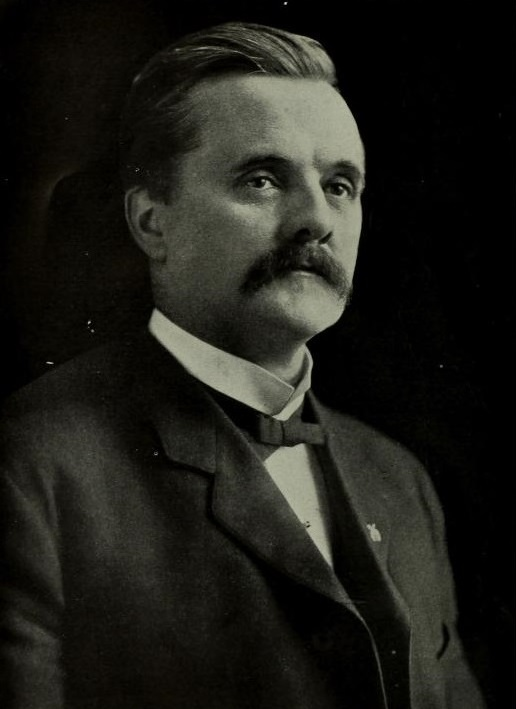

George William Norris (York Township, Ohio, 11 de julio de  1861– McCook, Nebraska, 2 de septiembre de 1944) fue un político estadounidense del estado de Nebraska y un líder de las causas progresistas y de izquierda en el Congreso de los Estados Unidos. Fue miembro de la Cámara de Representantes como republicano desde 1903 hasta 1913 y por senador por cinco periodos desde 1913 hasta 1943, cuatro como republicano y un último como independiente. Norris fue derrotado en búsqueda de su sexto periodo en 1942.
Norris es más conocido por sus intensas cruzadas en contra de lo que él definía como "malvado y equivocado", su liberalismo, su insurgencia en contra de los líderes de su partido, su política exterior aislacionista, su apoyo a los sindicatos, y especialmente por crear el Tennessee Valley Authority. El presidente Franklin Roosevelt lo llamó "el ideal, gentil caballero de los ideales progresistas americanos", y esto ha sido el tema tocado por todos sus biógrafos.

## Primeros años
Norris nació en 1861 en York Township, Ohio y fue el undécimo hijo de una familia de pobres granjeros sin educación de ascendencia escocesa-irlandesa y neerlandesa de Pensilvania. Se graduó de la Universidad de Baldwin y obtuvo su título LL. B. en 1883 en la escuela de derecho de la Universidad de Valparaíso. Se mudó a Beaver City, Nebraska para ejercer derecho. En 1889 se casó con Pluma Lashley; la pareja tuvo tres hijas (Gertrude, Hazel y Marian) antes de su muerte en 1901. Norris luego se casó con Ellie Leonard en 1903; no tuvieron hijos.

## Carrera política

### Insurgente en la Cámara de Representantes

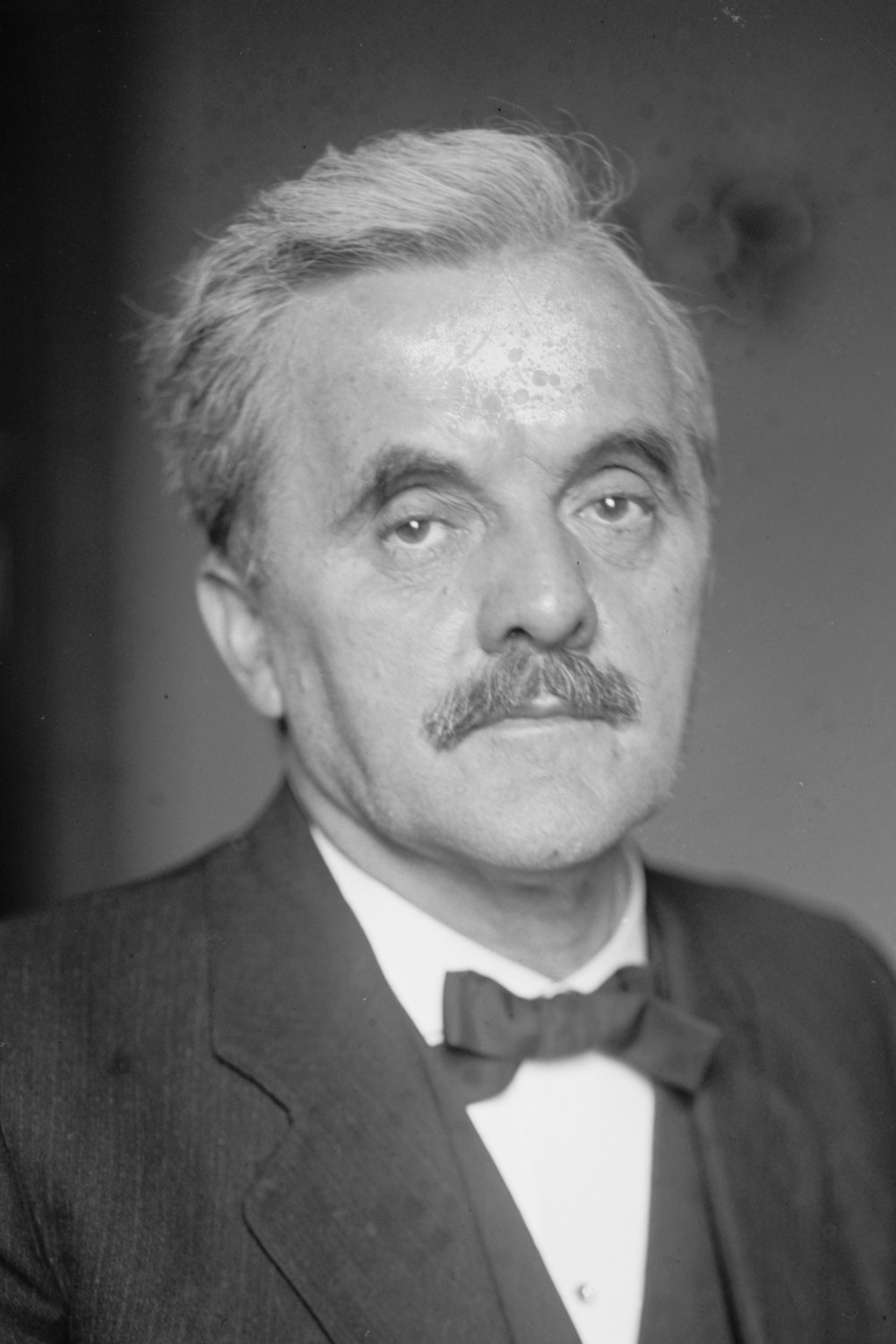
George W. Norris, Representante de Nebraska.

Norris se trasladó al pueblo más grande de McCook en 1900, en donde se volvió un ciudadano activo en la política local. En 1902, haciendo campaña como republicano, fue elegido a la Cámara de Representantes por el 5.º distrito congresional de Nebraska. En esa elección, fue apoyado por los ferrocarriles; no obstante, en 1906 rompió sus lazos con ellos, apoyando los planes de Theodore Roosevelt para regular tasas para el beneficio de comerciantes como los que vivían en su distrito. Como un importante insurgente en el congreso luego de 1908, lideró una revuelta en contra del Vocero Joseph G. Cannon en 1910. Con una votación de 1919 a 156, la Cámara de Representantes creó un nuevo sistema en el que la antigüedad automáticamente promovía a los miembros, incluso en contra de los deseos de los líderes de los partidos.
En enero de 1911, ayudó a crear la Liga Nacional Progresista Republicana y fue su vicepresidente. En un principio apoyó a Robert M. La Follete, Sr. para la elección presidencial de 1912, pero luego decidió apoyar a Roosevelt. No obstante, se rehusó a abandonar la convención y unirse al Partido Progresista de Roosevelt, finalmente postulándose al congreso como republicano.

### Como senador
Como un importante republicano progresista, Norris apoyó la elección directa de senadores. También promovió la conversión de todas las legislaturas estatales al sistema unicamaral. Esto fue implementado en 1934 solo en la legislatura de Nebraska; todos los demás estados retuvieron el sistema de dos cámaras.
Norris apoyó algunos de los programas del presidente Woodrow Wilson, pero se convirtió en un firme aislacionista, temiendo que los banqueros estaban manipulando al país para entrar en una guerra. Ante la enorme presión por parte de la prensa y la administración, Norris fue solo uno de seis senadores que votaron en contra de la declaración de guerra contra Alemania en 1917.
En relación a la guerra en Europa dijo, "Se pueden encontrar muchos casos de crueldad e inhumanidad en ambos bandos". Norris creía que el gobierno quería tomar parte en esta guerra solo porque los ricos ya habían ayudado financieramente a los británicos durante la guerra. Dijo al congreso que las únicas personas que se beneficiarían de la guerra eran "los fabricantes de municiones y los corredores de bolsa" y añadió que "la guerra no trae prosperidad a la gran masa de ciudadanos comunes y patriotas... La guerra trae prosperidad al especulador de la bolsa en Wall Street– a aquellos que ya poseen más riqueza de la se puede concebir o disfrutar."
Se unió a los "irreconciliables" que se opusieron rotundamente y derrotaron al Tratado de Versalles y la Liga de Naciones en 1919.
Su antigüedad lo llevó a dirigir los comités de Agricultura y Bosques y del Poder Judicial. Norris fue un líder del Bloque de la Agricultura, que luchaba por los derechos de los sindicatos, patrocinó la Vigésima Enmienda a la Constitución de los Estados Unidos, y propuso la abolición del Colegio Electoral de los Estados Unidos. Fracasó en estos temas en los años 1920, pero bloqueó las propuestas de Henry Ford para modernizar el Valle de Tennessee, insistiendo que era un proyecto que el gobierno debía manejar. Aunque nominalmente era republicano, continuamente atacó las gestiones de los presidentes republicanos Warren G. Harding, Calvin Coolidge y Herbert Hoover. Norris apoyó a los demócratas Al Smith y Franklin D. Roosevelt en las campañas presidenciales de 1928 y 1932, respectivamente. Los republicanos tradicionales lo llamaban uno de los "hijos del borrico salvaje".
Norris era un "seco" a rajatabla, luchando en contra del alcohol incluso cuando la cruzada perdió popularidad durante la Gran depresión. Le dijo a sus votantes que la prohibición significaba "expulsar el mayor mal de toda la humanidad de los hogares del pueblo estadounidense", incluso si esto implicaba "renunciar a algunos de nuestros derechos y privilegios personales".
En 1932, junto con Fiorello H. La Guardia, en aquel entonces un representante republicano de la Ciudad de Nueva York, Norris aseguraron la aprobación de la Ley Norris-La Guardia, la cual hizo ilegal la práctica que obligaba a los futuros empleados no unirse a un sindicato como una condición de contratación (los llamados contratos de perro amarillo) y limitó en gran medida el uso de órdenes de cortes en contra de las huelgas.

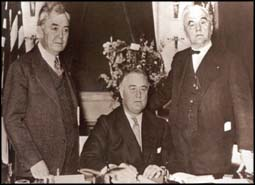
FDR (centro) firmando la Ley de Electrificación Rural con el congresista John E. Rankin (izquierda) y Norris (derecha)

### Apoyo al New Deal
Como un firme defensor del New Deal, Norris auspició la Ley del Tennessee Valley Authority de 1993. En gratitud, la Represa Norris y Norris, Tennessee, una nueva ciudad planificada de Tennessee, fueron nombradas en su honor. Norris también fue el principal senador detrás de la Ley de Electrificación Rural, la cual llevó energía eléctrica a áreas rurales con poca o ninguna cobertura en todos los Estados Unidos. También es testamento a la creencia de Norris en la "energía pública" que no ha habido empresas proveedoras de electricidad privadas operando en Nebraska de 1940.
Norris dejó el partido republicano en 1936 ya que su antigüedad en el partido de oposición no le era útil, y los demócratas le ofrecieron. Fue reelegido al senado como independiente con algo de apoyo del Partido Demócrata en 1936. Norris ganó con 43,8% del voto en contra del excongresista republicano Robert G. Simmons (quien terminó segundo) y el excongresista demócrata Terry Carpenter (quien terminó tercero por un amplio margen).
Norris se opuso a la Ley de Reorganización de Poder Judicial de 1937 de Roosevelt y se enfrentó al clientelismo corrupto. A finales de 1937, cuando Norris vio la famosa fotografía "Sábado Sangriento" (que muestra a un bebé chino quemado llorando en una estación de tren bombardeada), cambió su posición aislacionista y no-intervencionista. Poniéndose en contra de la violencia japonesa en China, llamó a los japoneses "vergonzosos, innobles, barbáricos y crueles, incluso más allá de lo que las palabras pueden describir".
Al no poder obtener el apoyo demócrata en el estado en 1942, fue derrotado por el republicano Kenneth S. Wherry. Dejó su curul diciendo "Hice lo posible para repudiar el mal y la maldad en asuntos del gobierno".

## Memoriales
Norris es uno de ocho senadores cuyo perfil es parte de Profiles in Courage de John F. Kennedy, incluido por oponerse al poder autocrático del Vocero Cannon en la Cámara Baja, por oponerse a armar a los barcos mercantes estadounidenses durante el periodo neutral de los Estados Unidos en la Primera Guerra Mundial, y por apoyar la campaña presidencial del demócrata Al Smith.
La calle principal norte-sur que pasa por el centro de McCook, Nebraska, se llama George Norris Avenue en su honor. La casa de Norris en McCook está listada en el National Register of Historic Places, y es operada como un museo por parte de la Sociedad Histórica del Estado de Nebraska.
La Escuela George W. Norris en Omaha, Nebraska, el sistema escolar K-12 George W. Norris cerca de Firth, Nebraska, y la Escuela Primaria George Norris en el sistema de escuelas públicas de Millard recibieron sus nombres en honor al senador. Cuando varios distritos de energía eléctrica pública fueron fusionados en uno solo en el sureste de Nebraska en 1941, la nueva corporación fue llamada Distrito de Electricidad Pública Norris.